# Krzysztof Mordziński
Krzysztof Andrzej Mordziński (ur. 3 stycznia 1946 w Warszawie) – polski inżynier mechanik, urzędnik państwowy, długoletni prezes Głównego Urzędu Miar, działacz opozycji w okresie PRL.

## Życiorys
Ukończył w 1969 studia na Wydziale Mechanicznym Energetyki i Lotnictwa Politechniki Warszawskiej. W 1979 uzyskał stopień naukowy doktora. Specjalizuje się w zakresie inżynierii materiałowej i metrologii.
Od 1963 przez rok pracował jako ślusarz. Następnie do 1979 był inżynierem, starszym asystentem i adiunktem w Polskim Komitecie Normalizacji, Miar i Jakości. Następne trzy lata pozostawał zatrudniony w Centralnym Ośrodku Badań i Rozwoju Techniki Kolejnictwa, po czym został przeniesiony do Głównego Inspektoratu Kolejowego Dozoru Technicznego (do 1987). W 1980 wstąpił do „Solidarności”. Od 1981 do 1989 przewodniczył komisji zakładowej jawnej i następnie tajnej w COBiRTK. Po wprowadzeniu stanu wojennego został internowany na okres od grudnia 1981 do kwietnia 1982. Pod koniec lat 80. był pracownikiem Domu Handlowego Nauki Sp. z o.o. PAN.
Po przemianach politycznych był aktywnym działaczem związkowym do 2002, kiedy to wystąpił z „Solidarności”. W 1989 pełnił funkcję sekretarza stołecznego Komitetu Obywatelskiego, kierował kampanią wyborczą w Warszawie, a po wyborach przez rok był kierownikiem sekretariatu Obywatelskiego Klubu Parlamentarnego. W 1990 objął stanowisko prezesa Polskiego Komitetu Normalizacji, Miar i Jakości, w latach 1994–2003 był prezesem Głównego Urzędu Miar. Później wchodził w skład zarządu Tramwajów Warszawskich, odpowiadając za technikę i eksploatację.
W 2012 prezydent Bronisław Komorowski, za wybitne zasługi w działalności na rzecz przemian demokratycznych w Polsce, odznaczył go Krzyżem Oficerskim Orderu Odrodzenia Polski. W 2016 otrzymał Krzyż Wolności i Solidarności.